# (34994) 1977 CS1
(34994) 1977 CS1 est un astéroïde de la ceinture principale découvert en 1977.

## Description
(34994) 1977 CS1 a été découvert le 11 février 1977 à l'observatoire Palomar, situé au nord de San Diego en Californie, par Schelte J. Bus.

### Caractéristiques orbitales
L'orbite de cet astéroïde est caractérisée par un demi-grand axe de 2,61 ua, un périhélie de 2,03 ua, une excentricité de 0,22 et une inclinaison de 7,32° par rapport à l'écliptique. Du fait de ces caractéristiques, à savoir un demi-grand axe compris entre 2 et 3,2 ua et un périhélie supérieur à 1,666 ua, il est classé, selon la JPL Small-Body Database, comme objet de la ceinture principale.

### Caractéristiques physiques
(34994) 1977 CS1 a une magnitude absolue (H) de 14,9 et un albédo estimé à 0,449.